# Zakład Karny w Białej Podlaskiej
Zakład Karny w Białej Podlaskiej – jest to jednostka typu półotwartego dla recydywistów z oddziałami dla:
- tymczasowo aresztowanych
- oddziałem terapeutycznym dla osób uzależnionych od alkoholu (R-1, R-2)

Na terenie zakładu znajdują się:
- biblioteka – 7000 woluminów
- czytelnia
- 2 świetlice oddziałowe
- 1 świetlica ogólna
- sala widowiskowo-sportowa
- kaplica
- trawiaste boisko do piłki siatkowej
- pracownia plastyczna
- radiowęzeł
- sala do ćwiczeń fizycznych

Niektórzy skazani zatrudnieni są w:
- firmach prywatnych – poza terenem zakładu karnego
- nieodpłatnie – na rzecz samorządów oraz stowarzyszeń pożytku publicznego i instytucji edukacyjnych

Zakład współpracuje z:
- Miejskim Ośrodkiem Kultury
- Galerią Podlaską
- Samorządem Miejskim
- miejscowymi szkołami

19 października 2012 roku w Zabłociu otwarto filię Zakładu Karnego w Białej Podlaskiej, składającą się z budynków byłej szkoły i ośrodka zdrowia.